# Mikael Rundquist
Mikael Rundquist, född 6 oktober 1955 i Storkyrkoförsamlingen i Stockholm, är en svensk skådespelare, manus- och romanförfattare. Han är son till skådespelaren Irma Christenson och författaren Per-Erik Rundquist.

## Biografi
Rundquist kom via sin mor redan som barn att få roller på Dramaten och debuterade där som nioåring i en uppsättning av Klas Klättermus. Han blev kvar där fram till och med 1968 och gjorde roller i bland annat I väntan på Godot och Herr Puntila och hans dräng Matti. I december 1967 gjorde han sin filmdebut i en mindre roll i Ingmar Bergmans Vargtimmen och 1968 medverkade han i pjäsen Lulu på Stockholms Stadsteater.
Därefter kom Rundquists intresse för skådespeleriet att avta och det skulle dröja några år innan det väcktes på nytt. 1975–1977 var han engagerad vid Dramaten och under 1970-talets mitt började han att söka in till scenskolan och efter några försök kom han in i Göteborg 1978. Han tog sin examen 1981 och därefter följde arbete vid Malmö stadsteater, 1982–1983 vid Dramaten, 1983–1985 vid TV-teatern, 1985 Riksteatern, 1986 Dramaten och därefter frilans.
Vid sidan av teatern har Rundquist varit verksam som skådespelare i TV och på film. Allra mest ihågkommen är han för rollen som den missanpassade Kent Gustavsson i TV-serien Tre Kronor (1994–1997). Han är också verksam som manusförfattare och romanförfattare ("Älskade helvete" utgiven 2021).

## Filmografi
Skådespelare
- 1968 – Vargtimmen
- 1977 – Bluff Stop
- 1985 – Den tragiska historien om Hamlet – prins av Danmark (TV-serie)
- 1985 – Det är mänskligt att fela
- 1987 – I dag röd (TV-serie)
- 1989 – Hassel – Terrorns finger
- 1993 – Macklean (TV-serie)
- 1994–1997 – Tre Kronor (TV-serie)
- 1995 – Alfred
- 1999 – Anna Holt - polis
- 1999 – Sjön
- 1999 – Stjärnsystrar
- 2000 – Brottsvåg (TV-serie)
- 2001 – Fox Grønland (TV-serie)
- 2001 – Låt stå! (TV-serie)
- 2001 – Röd jul
- 2001 – Sjätte dagen (TV-serie)
- 2001 – Återkomsten (TV-serie)
- 2002 – Beck – Sista vittnet
- 2002 – Bella bland kryddor och kriminella (TV-serie)
- 2002 – Spung (TV-serie)
- 2003 – En ö i havet (TV-serie)
- 2003 – Raid (finsk film)
- 2008 – Mellan 11 och 12

Manusförfattare
- 1996 – Sju systrar (TV-serie)
- 1996 – Tre Kronor (TV-serie) (till och med 1999)
- 1998 – Hotel Cæsar (TV-serie)
- 1999 – Skilda världar (TV-serie)
- 2001 – Fox Grønland (TV-serie)
- 2001 – Sjätte dagen (TV-serie)
- 2002 – Spung (TV-serie)
- 2007 – Höök (TV-serie)

## Teater

### Roller
| År   | Roll  | Produktion                               | Regi             | Teater      |
| ---- | ----- | ---------------------------------------- | ---------------- | ----------- |
| 1985 |       | Klassfiende (Class Enemy) Nigel Williams | Magnus Bergquist | Riksteatern |
| 1985 | Leffe | Förbjudet område Klas Östergren          | Magnus Bergquist | Riksteatern |